# Perler på stribe
|  | Denne artikel er oprettet af botten Steenthbot ud fra en ekstern database. Den kan derfor have sproglige fejl eller mangler. Denne skabelon kan fjernes efter kontrol af indholdet. |

Perler på stribe er en dansk dokumentarfilm fra 1983 instrueret af Aksel Hald-Christensen.

## Handling
Aksel Hald guiden igennem Sveriges turistseværdigheder. Rejsen starter i Frederikshavn hvorfra der sejles med færgen til Göteborg. derefter videre til Bohuslän, Uddavalla, Trollhättan, Värmland, Nordmarkens Kano- og Turistcenter i Årjäng, skulpturparken Rottneros, Selma Lagerlöfs hjem Mårbacka, den gamle pilgrimsvej langs Klarälven, vildmarksskoven Finnskogen, Dalarnes-folkedans ved Siljansøen, Kolmgården Dyrepark og Dalaheste.